# الكنيسة (البرتغال)
الكنيسة هي أبرشية مدنية برتغالية في بلدية القلعة البيضاء. بلغ عدد السكان في عام 2021 4615 نسمة على مساحة 36.94 كيلومتر مربع.  تقع الكنيسة داخل التجمع الحضري في القلعة البيضاء - كوفيليا - غُوَردة ، على بعد 12 كم شمال القلعة البيضاء و230 كم إلى الشمال الشرقي من لشبونة و 280 كم جنوب شرق برتقال وتبعد 70 كم غرب الحدود البرتغالية الإسبانية و 380 كم من مدريد ).